# Mittlere Leistung (Frequenzverwaltung)
Die Mittlere Leistung eines Funksenders (englisch mean power of a radio transmitter), im Sinne von Sendeleistung, ist – entsprechend Artikel 1.158 der Vollzugsordnung für den Funkdienst (VO Funk) der Internationalen Fernmeldeunion (ITU) – definiert als «Leistung, die ein Funksender unter normalen Betriebsbedingungen der Antennenspeiseleitung zuführt, gemittelt über eine im Verhältnis zur Periode der tiefsten Modulationsfrequenz genügend langen Zeit».
Hierbei handelt es sich auch um einen besonderen Begriff der Frequenzverwaltung, der in der Regel im Zusammenhang mit der Zulassung einer Funkstelle bzw. Zuteilung einer Funkfrequenz oder eines Frequenzkanals Verwendung findet.